# Passo del Sommo
Der Passo del Sommo ist ein 1341 m s.l.m. hoher Gebirgspass in der italienischen Provinz Trient zwischen Folgaria und Carbonare. Auf der Passhöhe zweigt außerdem eine Straße zum südöstlich gelegenen Tonezza del Cimone ab.

## Lage und Umgebung
Südlich der Passhöhe gibt es zwei ehemalige österreichische Festungswerke aus der Zeit des Ersten Weltkrieges: Etwa 2 km südöstlich liegt das Werk Sebastiano (1445 m) und etwa 4 km südlich das Zwischenwerk Sommo (1613 m).
Südlich des Passo del Sommo liegt der ebenfalls von Folgaria kommende Passo Coe (1610 m s.l.m.), beide Passstraßen treffen wenige Kilometer vor Tonezza del Cimone zusammen.